# Batalha de Wuhan
A Batalha de Wuhan, popularmente conhecida entre os chineses como a Defesa de Wuhan, e pelos japoneses como a Invasão de Wuhan (Bukan koryakūsen em japonês), foi uma grande batalha na Segunda Guerra Sino-Japonesa. Foram reunidos mais de um milhão de soldados do Exército Nacional Revolucionário Chinês, com Chiang Kai-shek em pessoa no comando, para defender Wuhan do ataque do Exército Imperial Japonês liderado por Yasuji Okamura. Os combates se deram nas margens setentrional e meridional do rio Yangtzé, espalhando-se através de vastas áreas das províncias de Anhui, Henan, Jiangxi e Hubei. Durou quatro meses e meio, e foi a maior, mais longa e uma das mais significativas batalhas de toda a Segunda Guerra Sino-Japonesa.